# پرچین‌دهان‌ها
پرچین‌دهان‌ها (نام علمی: Stolidosoma) نام یک سرده از راسته مگس است.